# Di-isopropilamida de lítio
Di-isopropilamida de lítio é o composto químico com a fórmula [(CH3)2CH]2NLi. Geralmente abreviado LDA (do inglês lithium diisopropylamide), é uma base forte usada em química orgânica para a deprotonação de compostos fracamente ácidos. O reagente tem sido amplamente aceito porque é solúvel em solventes orgânicos não polares e é não pirofórico. O LDA é uma base não nucleofílica. A di-isopropilamida de potássio (KDA) é um composto similar, mas possuindo um cátion potássio ao invés de uma cátion lítio. O LDA é mais barato que o KDA e é mais amplamente usado.

## Preparação e estrutura

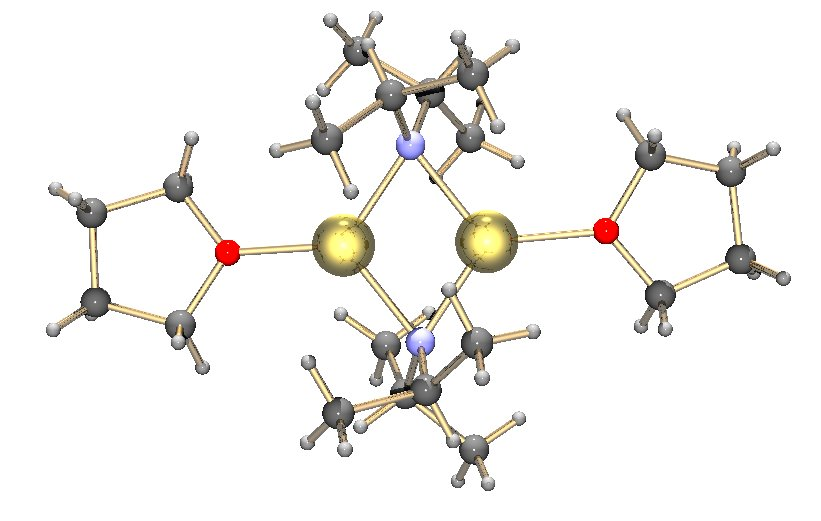
Dímero LDA com THF coordenado aos cátions de Li

LDA é normalmente formado pelo tratamento de uma solução de tetraidrofurano (THF) resfriada (0 a −78 °C) de di-isopropilamina com n-butil-lítio.